# Abu, Yamaguchi
Abu (阿武町 Abu-chō) là thị trấn thuộc huyện Abu, tỉnh Yamaguchi, Nhật Bản. Tính đến ngày 1 tháng 10 năm 2020, dân số ước tính thị trấn là 3.055 người và mật độ dân số là 26 người/km2. Tổng diện tích thị trấn là 116 km2.

## Địa lý

### Đô thị lân cận
- Yamaguchi
  - Hagi